# Boa Vista, Roraima
Boa Vista är en stad och kommun i norra Brasilien och är huvudstaden för delstaten Roraima. Den är belägen vid floden Rio Branco, en biflod till den större Rio Negro, som i sin tur når Amazonfloden. Boa Vista är den nordligaste större staden i Brasilien och kommunen har cirka 300 000 invånare.

## Historia
Staden grundades den 9 juli 1890 under det fulla namnet Boa Vista do Rio Branco. Staden blev huvudstad för det federala territoriet Rio Branco år 1943, som blev det federala territoriet Roraima 1962 (delstat 1988).

## Befolkningsutveckling
| Område     | Areal (km²)   | Invånarantal 1 augusti 2000 | Invånarantal 1 augusti 2010 | Invånarantal 1 juli 2014 |
| ---------- | ------------- | --------------------------- | --------------------------- | ------------------------ |
| Kommun     | 5 687,06      | 200 568                     | 284 313                     | 314 900                  |
| Centralort | Ingen uppgift | 197 098                     | 277 799                     | Ingen uppgift            |